# ダーティハリー症候群
ダーティハリー症候群（ダーティハリーしょうこうぐん、英: Dirty Harry syndrome）は、緊張状態にある警察官が、自らを逞しく見せようとするあまり過度の暴力をふるってしまうことを指す俗語。以前は、ジョゼフ・ウォンボーによるワイアット・アープ症候群（英: Wyatt Earp syndrome）という名称が多く使われていた。
尚「症候群（syndrome）」と呼ばれているが、正式な精神疾患の名称ではない。
現実社会において、正義の執行者を自任し、「悪党に生きている資格はない」という判断、正義感によって、目の前の現行犯人をたとえ微罪でも射殺し、「逮捕に抵抗するからだ」と正当化してしまう。『ダーティハリー』はアメリカ映画のタイトルであり、「主人公ハリー・キャラハンが正義の名のもとに犯罪者を自ら次々と処刑してゆく」という映画の間違った印象にちなんで、この名で呼ばれるようになった。この映画の2作目では実際に症候群に侵された登場人物との対決が見られる。
拳銃を抜く事について比較的寛容なアメリカ合衆国の警察で罹患する例が多く見受けられる（実際には発砲が適正であったかについての調査が日本同様に為される）。これは一般市民も（それこそダーティハリーばりの）強力な銃を所持しているという事情や、凶悪事件の発生件数・殉職する警官数の多さも考慮しなければならないことがこの問題を難しくしている。
拳銃の使用に厳しい日本の警察では事件現場において罹患するケースはほとんどないものの、可視化されていない取調室において被疑者に対する罹患した警察官の暴力が冤罪の温床になることなどが問題視されている。